# ヘル (小惑星)
ヘル（949 Hel）は小惑星帯に位置する小惑星である。ハイデルベルクのケーニッヒシュトゥール天文台でマックス・ヴォルフによって発見された。
北欧神話に登場する女神ヘルにちなんで命名された。名前の由来が同じで綴りが違う小惑星ヘラも別に存在する。